# Teemu Kattilakoski
Teemu Antero Kattilakoski (Kannus, 16 de diciembre de 1977) es un deportista finlandés que compitió en esquí de fondo.
Ganó una medalla de bronce en el Campeonato Mundial de Esquí Nórdico de 2009, en la prueba por relevos. Participó en tres Juegos Olímpicos de Invierno, entre los años 2002 y 2010, ocupando el quinto lugar en Vancouver 2010, en la misma prueba.

## Palmarés internacional
| Campeonato Mundial | Campeonato Mundial        | Campeonato Mundial | Campeonato Mundial |
| Año                | Lugar                     | Medalla            | Prueba             |
| ------------------ | ------------------------- | ------------------ | ------------------ |
| 2009               | Liberec (República Checa) | Medalla de bronce  | Relevo 4 × 10 km   |